# Le Boulay-Morin
Le Boulay-Morin è un comune francese di 691 abitanti situato nel dipartimento dell'Eure nella regione della Normandia.

## Società

### Evoluzione demografica
Abitanti censiti